# 2387 Xi'an
2387 Xi'an (1975 FX) là một tiểu hành tinh vành đai chính được phát hiện ngày 17 tháng 3 năm 1975 bởi Đài thiên văn Tử Kim Sơn ở Nanking.